# Резолюция Совета Безопасности ООН 990
Резолюция Совета Безопасности Организации Объединённых Наций 990 (код — S/RES/990), принятая 28 апреля 1995 года, подтвердив все резолюции по конфликтам в бывшей Югославии, в частности резолюции 981 (1995) и 982 (1995), Совет, действуя на основании главы VII Устава ООН, санкционировал развертывание Операции Организации Объединённых Наций по восстановлению доверия в Хорватии (UNCRO).
Совет призвал правительство Хорватии и местные сербские власти в полной мере сотрудничать с УКРООН в выполнении её мандата, выразив озабоченность тем, что Хорватия ещё не подписала соглашение о статусе сил. Генеральному секретарю ООН было предложено представить Совету доклад по этому вопросу не позднее 15 мая 1995 года.